# レクサス・GS

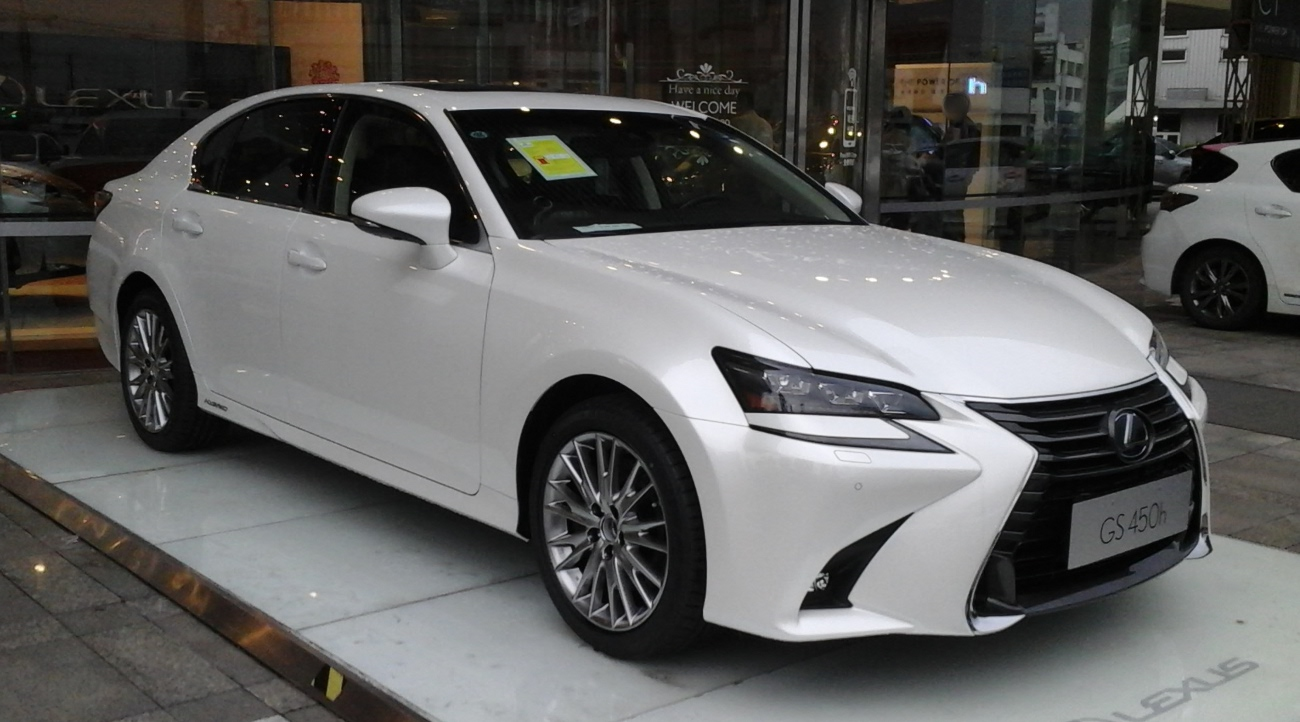
4代目モデル（2015年マイナーチェンジモデル・中国仕様）

GS（ジーエス、Lexus GS）は、トヨタ自動車が展開する高級車ブランド「レクサス」が販売していた4ドアセダンである。

## 概要
レクサスの最上級車種「LS」に次ぐ上位に位置する後輪駆動の4ドアセダン。初代と2代目は日本国内では「トヨタ・アリスト」として販売されており、「GS」としての日本市場への投入は3代目からである。

## 初代 S147L型（1993年 - 1997年）
1991年（平成3年）に登場したトヨタ「アリスト（初代）」のレクサスブランド版として、1993年（平成5年）2月22日からトヨタ自動車田原工場にて生産を開始した。アリストにはターボエンジンの設定があったが、GSは3.0 L 直列6気筒自然吸気エンジンのみの設定であった。
| グレード | 排気量 | エンジン・最高出力                     | 変速機 | 駆動方式 |
| -------- | ------ | -------------------------------------- | ------ | -------- |
| GS300    | 3.0L   | 直列6気筒DOHC2JZ-GE(220ps/28.5kg・m)、 | 4速AT  | FR       |

## 2代目 S16#L型（1998年 - 2005年）
1997年にアリストがモデルチェンジした翌年、GSもモデルチェンジした。エンジンは直列6気筒エンジン（2JZ-GE）とV8エンジン（1UZ-FE）の2本立て。アメリカの雑誌『モータトレンド』が選定する1998年のインポートカー・オブ・ザ・イヤーに輝いている。また、同じくアメリカの雑誌『カーアンドドライバー』が選定するテン・ベストカーに、1998年から2000年まで3年連続で選定された。
2000年マイナーチェンジ。「GS400」に搭載されていた4.0L V8エンジン（1UZ-FE）が、LS（3代目）にも搭載される4.3L（3UZ-FE）に変更され、モデル名も「GS430」へ変更。
| グレード | 排気量 | エンジン・最高出力                            | 変速機 | 駆動方式 |
| -------- | ------ | --------------------------------------------- | ------ | -------- |
| GS430    | 4.3L   | V型8気筒DOHCエンジン 3UZ-FE (300ps/45.0kg・m) | 5速AT  | FR       |
| GS400    | 4.0L   | V型8気筒DOHCエンジン 1UZ-FE(300ps/42.8kg・m)  | 5速AT  | FR       |
| GS300    | 3.0L   | 直列6気筒DOHCエンジン 2JZ-GE(220ps/30.0kg・m) | 5速AT  | FR       |

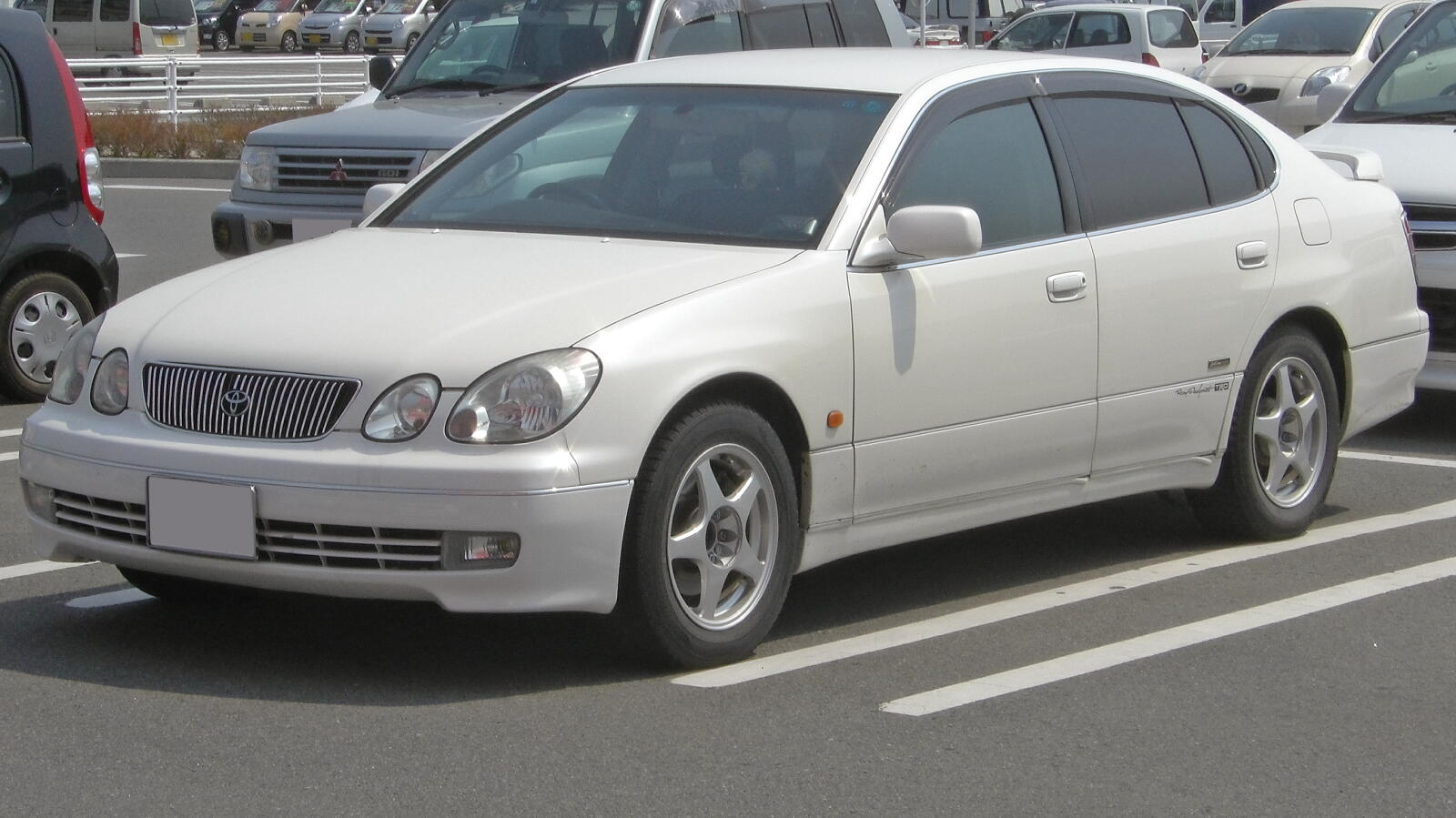
2代目トヨタ・アリスト

## 3代目 S19型（2005年 - 2012年）
発表・発売（2005年）
2005年1月、北米国際オートショーにて3代目GSがワールドプレミア。同年8月30日には日本においてもレクサスブランドが開業し、2ドアクーペの「SC430」とともに「日本レクサス」の第1弾としてデビューした。目標月間販売台数は1100台と発表された。
当初はV型8気筒搭載モデルのフラグシップモデル「GS430」と、V型6気筒エンジン搭載の量販モデル「GS350」の2車種をラインアップ。「GS430」は先代と同じパワートレーン（3UZ-FE型V8+6AT）を引き継ぐが、「GS350」が搭載する新開発の直噴V型6気筒3.5Lエンジン（2GR-FSE）の出力は300psを超えて315psとなり、歴代のトヨタ自動車製乗用車としては初めて280psを超えた。また地域によって商品展開に違いがあり、「GS350」は日本・北米・韓国で、同じV6エンジンでも3L版の3GR-FE型を搭載する「GS300」は中国などその他の地域で販売されている。
「GS450h」の追加
翌2006年3月、日本のレクサスブランド車としては初となるハイブリッド仕様「GS450h」を追加。世界初となるFR方式のハイブリッドカーとなったGS450hは、GS350にも搭載される3.5Lの2GR-FSE型のV6エンジンに、FR車専用に開発されたモーターをトランスミッションケース内に組み込み、システム合計出力で345psを発生する（このハイブリッドシステムの基礎は後に「LS600h」や、トヨタ「クラウンハイブリッド」などにも技術転用されている）。トヨタ「プリウス」などの燃費重視型ハイブリッドとは違い、モーターをターボチャージャーのように使うパワー志向のハイブリッドとして、燃費以上に走りを重視しているのがGS450hの特徴である。なおエンジンの排気量こそ3.5Lであるが、「4.5Lエンジン並みのパワーを実現した」という意味で「450h」と名づけられている。
年次改良（2006年）
10月、イヤーモデル制度を敷くレクサスブランドの方針に従い年次改良を実施し2007年モデルへ移行。主な変更点として、GS350にもGS430と同じアルミホイールと245/40/R18タイヤが選択できるようになり、GS450h専用ボディカラーだったプレミアムライトブルーがGS350とGS430でも選択できるようになる。また翌2007年3月、日本車として初めてドイツ・iFデザイン賞金賞を受賞（ISと同時受賞）。
マイナーチェンジ（2007年）
10月、マイナーチェンジが施され2008年モデルへ移行。「GS430（3UZ-FEエンジン搭載車）」のV型8気筒エンジンを、LS460に先行搭載された新開発エンジン（1UR-FSE）へ置き換え、ATも8速へ換装した。その結果、最高出力は280PSから347PSへと大幅に向上。このエンジン換装に伴って排気量もアップしたためグレード名称も「GS460」と改称された。登場から2年が経過していたこともあり、エクステリアの意匠変更も実施。レクサスブランド車としては初めてLEDウインカー内蔵ドアミラーが採用された。さらにインテリアにもシートやステアリングホイールの意匠や材質を変更するなどさらに質感を上げ商品性の強化も採られた。
特別仕様車“Passionate Black Interior”の発売（2008年）
4月21日　限定500台で特別仕様車“Passionate Black Interior”を設定し発売したGS450h、GS460、GS350をベースに、最高級レザーのセミアニリン本革シートへ専用色ブラック＆ノーブルレッドを採用。また、シート・ドアトリム・本革巻きステアリングなどのステッチも専用色ブラック＆ノーブルレッドとすることで、アクセントのある内装デザインとし、魅力的な仕様としている。
年次改良（2008年）
10月、年次改良を実施し2009年モデルへ移行。主な改良点として、レクサス車初となるソフトプライバシーガラスをリアウインドウとリアドアに採用し全車に標準装備された。
年次改良（2009年）
8月、年次改良を実施し2010年モデルへ移行。ナビゲーションシステムの機能を向上し、新たに「マップオンデマンド（通信により地図を最新版へ自動更新する機能）」や地上デジタルテレビチューナーを追加。さらにポータブルオーディオプレイヤーと接続するUSB端子をコンソールボックス内に設置し、MDプレーヤーを廃止した。また、運転席と助手席に鞭打ち傷害の軽減に寄与する「アクティブヘッドレスト」を標準装備した。ボディカラーも差し替えが行なわれ、新たにスリークエクリュメタリック・ディープペリドットマイカ・ラピスラズリマイカが追加され、内装色もセミアニリン本革シートが「エボニー」から「ブラック」へ変更され、アイボリーもより明るい色調へと変更された。
そしてGS450hではこれらの変更点に加え、専用の意匠としたフロントグリルとリアコンビネーションランプと18インチアルミホイールが与えられた。また内装にもブラック&ウォーターホワイトのGS450h専用色を設定し、HS250hと同じく「LEXUSハイブリッドブルー」色のパワースイッチを新採用するなどガソリンエンジン車との差も採られた。
2010年8月にはレクサスブランド開業5周年を記念し、GS350・GS450hをベースに穏やかなブラウンの本革シートの外側に深みのあるオレンジを配色して夕陽が後ろから優しく差し込み包み込むような空間を演出した特別仕様車「Art Works」を発売。

## 4代目 L1#型（2012年 - 2020年）
4代目は、今後のレクサスの方向性を象徴するクルマとして、「一目でレクサスとわかる先進かつ洗練されたデザイン」、「エモーショナルな走り」、「ハイブリッドを軸とした先進・環境技術」の3点に重点を置いて開発された。

### デザイン
エクステリアでは、次世代レクサスを象徴するフロントフェイスとして『スピンドルグリル』を初採用。逆台形のアッパーグリルと台形のロアグリルを組み合わせた形状で、空力・冷却などの性能向上を活かした造形とした。また、レクサス初採用となるLEDヘッドランプ（ロー・ハイビーム）を新設定（「GS450h」に標準装備、「GS250」と「GS350」にメーカーオプション）。ヘッドランプ下部には、レクサスのアイデンティティであるL字型LEDクリアランスランプを配置し、L字型LEDテールランプとあわせて、レクサスブランドとしての一貫性を表現した。
スポーティバージョンの「F SPORT」は専用意匠のスピンドルグリル（メッシュタイプ）、フロントバンパーを採用するほか、リヤバンパーロア専用塗装やリヤスポイラー、19インチタイヤ＆専用意匠のアルミホイールを装備して、他のグレードとの差も採られた。なお、ボディサイズは、先代モデルに対して全幅は20 mm拡大、全高は2WD車が30 mm、AWD車は35 mm高くなったが、全長、ホイールベースは先代から据え置きとなった。また、2015年11月に実施されたマイナーチェンジではヘッドランプ、スピンドルグリル、フロントバンパー、リアコンビネーションランプなどの意匠が変更されている。インテリアでは、量産車としては最大（2011年12月時点）となる12.3インチワイドディスプレイ、マウス感覚で操作できる第2世代「リモートタッチ」、レクサス初となる自発光指針のLEDアナログクロックを採用するなど、デザイン性と使いやすさが向上された。またには高知県産の天然の竹を用いた「バンブー＋本革ステアリング」を採用した（GS450h version Lに標準装備、GS450h I Packageにメーカーオプション）。

### メカニズム
エンジンは、「GS350」にV型6気筒3.5 Lの「2GR-FSE」型を継続搭載。ガソリンの筒内への直接噴射と、吸気管内に噴射するポート噴射を状況に応じて最適に制御する「D-4S」を継承しつつ、吸排気系の改良と制御を一新。
先代モデルに対し、最高出力は2 kW（3 PS）向上し234 kW（318 PS）を発生。また、最大トルクは3 N･m（0.3 kgf･m）向上し、380 N･m（38.7 kgf･m）となった。また、新設定の「GS250」にはV型6気筒2.5 Lの「4GR-FSE型」を搭載した。トランスミッションは、いずれも「6 Super ECT」を組み合わせている。
ハイブリッド仕様の「GS450h｣には、先代が搭載していた「2GR-FSE」型に替わり、次世代直噴D-4Sシステムとアトキンソンサイクルを採用した「2GR-FXE」型を採用。さらにパワーコントロールユニットの刷新や2段変速式リダクション機構付きのハイブリッド専用トランスミッションの改良、エネルギー回生制御の性能向上等により、スムーズな加速と低燃費が採られている。（JC08モード走行燃費で18.2 km/l、先代比+4 km/l）。エンジン単体の最高出力は1 kW（1 PS）低下し217 kW（295 PS)に、また、最大トルクの数値は12 N･m（1.2 kgf･m）低下し356 N･m（36.3 kgf･m）となったものの、システム最高出力は、2 kW（3 PS）向上し、256 kW（348 PS)を発生する。駆動用モーターは、先代と共通の「1KM」型で、147 kW（200 PS）のスペックに変化はない。
なお、先代モデルに設定されていたV型8気筒4.6 Lエンジンを搭載する「GS460」は廃止された。また、2013年10月には直列4気筒2.5 Lハイブリッドシステムを搭載する「GS300h」を、また、2016年9月には直列4気筒2.0L直噴ターボエンジンを搭載する「GS200t」（2017年8月に「GS300」に改称）を追加設定している。
シャシー関連では、新開発のサスペンションを採用するなど、プラットフォームを一新。スポーティバージョンの「F SPORT」には専用チューンドサスペンションの採用に加え、新開発の「LDH」（レクサス・ダイナミック・ハンドリングシステム）を採用（GS350 F SPORTの2WD車とGS450h F SPORTに標準装備）。ドライバーの操作に対し理想的な車両挙動を実現すべく、車速やステアリング操作などに基づき4輪のタイヤ切れ角を最適に制御。高速走行時の車両安定性、山岳路での軽快なステアリングレスポンス、パーキングなど低速時の扱いやすさを実現している。
また、ドライバーの嗜好や様々なシーンに応じて、意のままに車を走らせる楽しみを広げるため、「ECO」「NORMAL」「SPORT S」、そして「SPORT S＋」を選択可能な「ドライブモードセレクト」も採用している。
| モデル                 | 販売期間              | エンジン・ 電気モーター | 排気量 (cc)      | タイプ                   | トランスミッション    | 最高出力 (kW (PS)/rpm) | 最大トルク (Nm (kgm)/rpm) | 備考                              |
| ガソリンエンジン       | ガソリンエンジン      | ガソリンエンジン        | ガソリンエンジン | ガソリンエンジン         | ガソリンエンジン      | ガソリンエンジン       | ガソリンエンジン          | ガソリンエンジン                  |
| ---------------------- | --------------------- | ----------------------- | ---------------- | ------------------------ | --------------------- | ---------------------- | ------------------------- | --------------------------------- |
| GS300 （旧称：GS200t） | 2016年9月-            | 8AR-FTS型               | 1,998            | 直列4気筒 直噴DOHCターボ | 8速AT（8-Speed SPDS） | 180 (245) / 5,800      | 350 (35.7) / 1,650-4,400  |                                   |
| GS250                  | 2012年1月-2016年9月   | 4GR-FSE型               | 2,499            | V型6気筒 直噴DOHC        | 6速AT（6-Super ECT）  | 158 (215) / 6,400      | 260 (26.5) / 3,800        |                                   |
| GS350                  | 2012年1月-2015年11月  | 2GR-FSE型               | 3,456            | V型6気筒 直噴DOHC        | 6速AT（6 Super ECT）  | 234 (318) / 6,400      | 380 (38.7) / 4,800        | 2WDのみ途中で、 6 Super ECTが廃止 |
| GS350                  | 2013年10月-2015年11月 | 2GR-FSE型               | 3,456            | V型6気筒 直噴DOHC        | 8速AT（8-Speed SPDS） | 234 (318) / 6,400      | 380 (38.7) / 4,800        | 2WDのみ                           |
| GS350                  | 2015年11月-           | 2GR-FKS型               | 3,456            | V型6気筒 直噴DOHC        | 6速AT（6 Super ECT）  | 234 (318) / 6,600      | 380 (38.7) / 4,800        | AWDのみ                           |
| GS350                  | 2015年11月-           | 2GR-FKS型               | 3,456            | V型6気筒 直噴DOHC        | 8速AT（8-Speed SPDS） | 234 (318) / 6,600      | 380 (38.7) / 4,800        | 2WDのみ                           |
| ハイブリッド           |                       |                         |                  |                          |                       |                        |                           |                                   |
| GS300h                 | 2013年10月-           | 2AR-FSE型               | 2,493            | 直列4気筒 直噴DOHC       | 電気式無段変速機      | 131 (178) / 6,000      | 221 (22.5) / 4,200-4,800  |                                   |
| GS300h                 | 2013年10月-           | 1KM型                   | -                | 交流同期電動機           | 電気式無段変速機      | 105 (143)              | 300 (30.6)                |                                   |
| GS300h                 | 2013年10月-           | システム最高出力        | -                | -                        | 電気式無段変速機      | 162 (220)              |                           |                                   |
| GS450h                 | 2012年1月-            | 2GR-FXE型               | 3,456            | V型6気筒 直噴DOHC        | 電気式無段変速機      | 217 (295) / 6,000      | 356 (36.3) / 4,500        |                                   |
| GS450h                 | 2012年1月-            | 1KM型                   | -                | 交流同期電動機           | 電気式無段変速機      | 147 (200)              | 275 (28.0)                |                                   |
| GS450h                 | 2012年1月-            | システム最高出力        | -                | -                        | 電気式無段変速機      | 256 (348)              |                           |                                   |

### 安全性
発売当初の予防安全性能では、先行車に対する追突被害の軽減効果をさらに高めた「プリクラッシュセーフティシステム」（ミリ波レーダー方式）を全車にメーカーオプション設定。従来のシステムに比べ、プリクラッシュブレーキの作動タイミングを早め、かつ制動力を高めることにより追突速度を低減し、被害軽減も採られている。また、「Version L」には、「ドライバーモニター付ミリ波レーダー方式」を新規にメーカーオプション設定。ステアリングコラムに搭載したカメラでドライバーを見守るドライバーモニターを搭載し、衝突の可能性があり、顔が正面を向いていない、または目が閉じている状態が続いた場合、通常よりも早く警報ブザーと表示で警告。さらに先行車との衝突の可能性が高まると、警報ブレーキを作動させ体感的に危険を知らせる機能である。
2015年11月に実施されたマイナーチェンジでは、プリクラッシュセーフティシステム（歩行者検知機能付衝突回避支援タイプ）、レーンキーピングアシスト［LKA］、オートマチックハイビーム［AHB］（version L以外に標準装備）、アダプティブハイビームシステム［AHS］（「version L」に標準装備、他仕様はメーカーオプション）、レーダークルーズコントロール（全車速追従機能付）からなる予防安全パッケージ「Lexus Safety System +」を全車に標準装備とし安全性能を強化した。プリクラッシュセーフティシステムは、ミリ波レーダー＋単眼カメラ方式に変更し、歩行者検知機能が加わっている。

### 年表

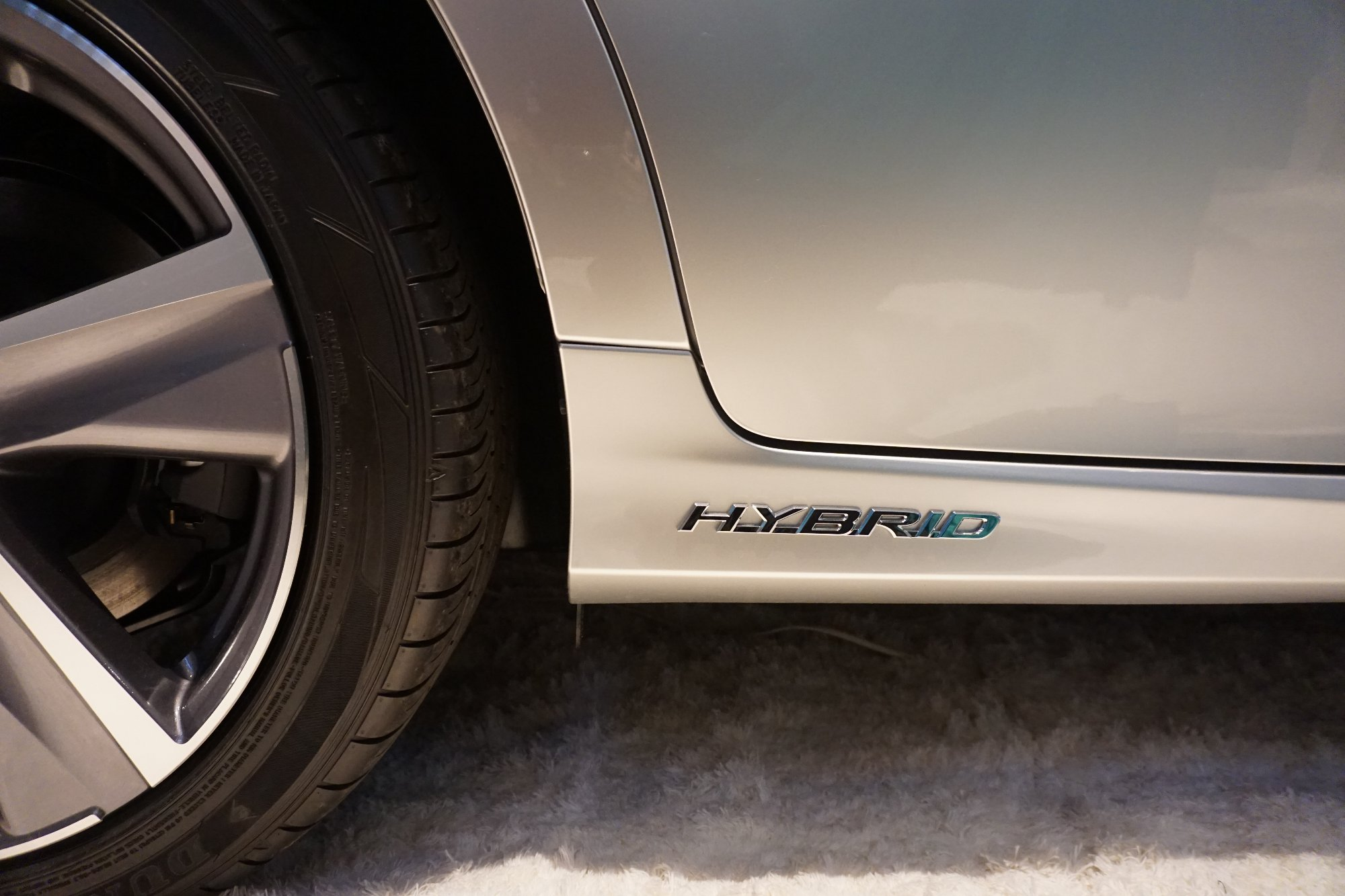
HYBRIDエンブレム（2015年マイナーチェンジモデル）

2011年4月13日
ニューヨーク国際オートショーにコンセプトカー「LF-Gh」を出展。
LEXUSのデザインフィロソフィ「L-finesse」の新たな可能性を追求するとともに、「レクサス・ハイブリッド・ドライブ」に基づき開発した次世代のミッドサイズグランドツーリングセダンのコンセプトカーである。
2011年8月19日
米国ペブルビーチで開催された「ペブルビーチ・コンクール・デレガンス」にて次期「GS350」を発表。合わせて、日本での発売は2012年初頭を予定、と発表した。
2011年9月13日
フランクフルト国際モーターショーに次期GSのハイブリッドモデル「GS450h」を出展。
2011年10月26日
米国SEMAショーに次期GS350のスポーティバージョン「F SPORT」を出展。
2011年11月16日
第42回東京モーターショー に次期「GS」シリーズを出展。
2011年11月21日
広州国際モーターショーに次期「GS250」を出展。
2012年1月26日
フルモデルチェンジ。「GS250」と「GS350」は同日発売。「GS450h」は3月19日発売。
ラインアップは、「GS250」（V型6気筒2.5Lエンジン搭載）、「GS350」（V型6気筒3.5Lエンジン搭載）に加え、V型6気筒3.5Lハイブリッドシステムを搭載する「GS450h」を設定。「GS350」のみAWD車も選択できる。各モデル共に、標準仕様・「I Package」・「F SPORT」・「version L」の4種の仕様を設定。
ボディカラーは全11色。全車共通色として、新規開発色の「ソニックシルバー」、「クリムゾンクリスタルシャインガラスフレーク」、新設定の「マーキュリーグレーマイカ」、先代モデルからの継続設定となる「ホワイトパールクリスタルシャイン」、「ブラック」の6色を用意するほか、「F SPORT」以外の仕様には新規開発色の「メテオブルーマイカメタリック」、新設定の「ファイアーアゲートマイカメタリック」、先代モデルから継続設定される「スターライトブラックガラスフレーク」、「スリークエクリュメタリック」、「ラピスラズリマイカ」が加わる。さらに「GS450h｣には、専用色として先代にも設定されていた「ブラックオパールマイカ」が設定されている。
2013年10月17日
一部改良。同時に「GS300h｣を追加。
直列4気筒2.5Lハイブリッドシステムを搭載する「GS300h」を追加。JC08モード燃費で23.2km/Lと、シリーズ随一の低燃費を実現。また「GS450h｣よりも割安な価格設定とレギュラーガソリン対応により、経済性にも配慮がなされている。既存の他モデルと同様、標準仕様・「I package」・「F SPORT」・「version L」の4種の仕様を設定する。
既存モデルも一部改良を実施。「GS350」2WD車のトランスミッションを｢6 Super ECT（スーパーインテリジェント6速オートマチック）」から、「8-Speed SPDS（電子制御8速オートマチック）」に変更。高速巡航での燃費向上に貢献するとともに、多段ATならではの滑らかな加速と、最短0.2秒で変速するMポジションでのダイレクトな操作感を融合させている。
また、走行中、ドアミラーでは確認しにくい後側方を走行する車両をレーダーで検知し、ドライバーに注意喚起することで車線変更時の安全運転を支援する「ブラインドスポットモニター（BSM）」をメーカーオプション設定するとともに、ヘッドアップディスプレイ（「標準仕様」を除く全車にメーカーオプション設定）をカラー表示に変更し、視認性を向上。
インテリアでは、「バンブー」のオーナメントパネルの設定を「GS250」と「GS350」の「I package」・「version L」に、本木目（ウォールナット、縞杢）のオーナメントパネルの設定を「F SPORT」に拡大。また、「レクサス クライメイト コンシェルジュ」を標準装備（一部グレードを除く）。オートエアコン、シートヒーター、シートベンチレーションを連携制御させて、車内を快適に保つとともに、冷やしすぎ、暖めすぎといった過度な働きを抑制することで、省燃費にも寄与する機能である。
エクステリアでは、フロントフォグランプをLEDタイプに変更し、LEDクリアランスランプに昼間の被視認性を高めるデイライト機能を追加。「version L」には19インチアルミホイールをメーカーオプションで用意した。
ボディカラーの設定を変更。「F SPORT」以外のグレードに設定の「スリークエクリュメタリック」を廃止。「F SPORT」には専用色として「ホワイトノーヴァガラスフレーク」を追加し全11色とした。
2014年8月21日
一部改良。（9月1日発売）
エクステリアでは、新形状のシャークフィンアンテナを採用したほか、ボディカラーの設定を変更。「GS450h｣専用色「ブラックオパールマイカ」を廃止し、全車共通色の「ソニックチタニウム」を追加した。
インテリアでは、「version L」の助手席に電動オットマンを標準装備し快適性を向上。また、microSDカードを採用することで、スピーディな情報更新や、パソコンやオーディオ機器で保存した音楽データの再生が可能な「SDナビゲーションシステム」を全車標準装備とした。さらに、「G-Link」新機能として、音声対話サービス・先読み情報案内サービス「エージェント」や、アプリケーションソフトを追加できる「LEXUS Apps（レクサスアップス）」を搭載した。
2015年1月8日
特別仕様車「F SPORT X Line」を発売。
レクサスの日本開業10周年を記念して設定されたもので、ベース車両は「F SPORT」。
エクステリアでは、専用スピンドルグリル、フロントフォグランプベゼル、専用リヤパンパー（下部）にブラック塗装を施すほか、メーカーオプションとして専用ブラック塗装のアルミホイールを設定。ボディカラーは「ホワイトノーヴァガラスフレーク」と「ブラック」の2色が設定される。
インテリアでは、ブラック＆スカーレットのインテリアカラーをベースに、トリム部にはレッド、シート部にはブラックのステッチカラーを採用。レッドステッチを施したディンプル本革ステアリングとディンプル本革シフトノブを特別装備とした。
安全装備では、プリクラッシュセーフティシステム（ミリ波レーダー方式）とレーダークルーズコントロール（GS250とGS350はブレーキ制御付、GS300hとGS450hは全車速追従機能付）を特別装備としている。
2015年10月9日
第44回東京モーターショー2015で「GS」のマイナーチェンジモデルを日本初公開すると発表。
2015年11月25日
マイナーチェンジ。
エクステリアでは、ヘッドランプ、スピンドルグリル、フロントバンパー、リアコンビネーションランプのデザインを一新。エアダクト一体型のブレーキ冷却機能を織り込んだ「スピンドルグリル」に、ブレーキダクト部まで回りこんだメッキモールや、グレーとブラック2色の導風形状のインナーバーがアッパーグリルとロアグリルで切り替わるカラーコーディネートを採用。また、フロントのクリアランスランプ（デイライト機能付）とリアコンビネーションランプは、L字型のテールランプ形状を強調したLEDを採用。さらに、LEDヘッドランプ（ロー・ハイビーム）は全車に標準装備となったほか、三眼LEDヘッドランプ（ロー・ハイビーム）＆LEDフロントターンシグナルランプを新設定（vesion Lに標準、他仕様はメーカーオプション設定）。アルミホイール（18インチ・19インチ）は、切削光輝処理を施した新デザインに変更している。
ボディカラーの設定を変更。「F SPORT」以外に設定されるボディカラーでは、「ホワイトパールクリスタルシャイン」を「ソニッククォーツ」に、「ファイアーアゲートマイカメタリック」を「アンバークリスタルシャイン」に変更し、「メテオブルーマイカメタリック」は廃止となった。全車共通色では「スターライトブラックガラスフレーク」を「グラファイトブラックガラスフレーク」に、「クリムゾンクリスタルシャインガラスフレーク」を「レッドマイカクリスタルシャイン」に、「ラピスラズリマイカ」を「ディープブルーマイカ」にそれぞれ変更。また「F SPORT」には専用色として「ヒートブルーコントラストレイヤリング」（メーカーオプション）を新設している。
インテリアでは、オーナメントパネルに新開発の「レーザーカット本杢」（version Lに設定）や、伝統工芸の紋様を最新の生産技術と匠の手技によって再現した「本アルミ（名栗調仕上げ）」（「F SPORT」にメーカーオプション設定）を新採用。また、室内の随所に金属調の加飾やサテンメッキを採用した。メーター周りはデザインを一新したほか、マルチインフォメーションディスプレイは「3.5インチカラー液晶」方式から「4.2インチTFTカラー」方式に変更。「F SPORT」には他仕様に継続採用されるオプティトロンメーターに替わり、8インチTFTカラーマルチインフォメーションディスプレイを融合させた、専用デザインの「TFT液晶式メーター」を新採用した。
内装色では、「リッチクリーム」、「ノーブルブラウン」を「I package」・「version L」に、「シャトー」を「標準仕様」と・「version L」に新設定。また、「「F SPORT」専用色として「ガーネット」に替わり「F SPORT専用ダークローズ」を追加。「アイボリー」、「ライトグレー」、「サドルタン」は廃止され、全6色が設定されている。
ナビゲーションシステムに、12.3インチワイドディスプレイを採用。また「VICS WIDE」対応となり、FM多重放送による渋滞情報の提供拡大や精度向上に伴い、より正確な探索ルートを提供するほか、新たに緊急情報（特別警報）や気象・災害情報などを提供する。リモートタッチには、革巻きステッチを施したパームレストの両側にENTERボタンを設置、ノブ前方にもBACK（戻る）ボタンを設置して、上質感とともに自然なスイッチ操作を実現。また、フロントシートヒーター、ステアリングヒーター、ラゲージドアイージークローザーなどを新たに標準装備とした。
走行性能では、構造用接着剤とレーザースクリューウェルディングの採用、スポット溶接の打点の追加により、ボディ剛性を強化。ステアリング系パーツの剛性強化をベースに、サスペンションのチューニングを最適化することにより、ステアリングフィールと乗り心地を向上させた。
「GS350」に搭載されるエンジンは、「2GR-FSE」型から「2GR-FKS」型に換装。アトキンソンサイクルを採用し、燃費を向上させている。（2WDで+0.8km/l、AWD車で+0.6km/l）なお、最高出力/最大トルクの数値に変更は無いが、最高出力に達する回転数は若干上がった。
「ドライブモードセレクト」には、パワートレーン、シャシー、空調の各制御の組み合わせを自由に選択可能な「CUSTOMIZEモード」を新たに搭載。（GS250・GS350・GS300hの「標準仕様」・「I package」を除く）。「GS350」の2WD車のフロントには、パフォーマンスダンパーを採用したほか、「GS350」および「GS450h」のF SPORT 2WD車には、オレンジカラーの“F SPORT”専用キャリパーをオプション設定とした。
安全性能では、予防安全パッケージ「Lexus Safety System +」を全車に標準装備とした。
2016年9月21日
一部改良、同時に「GS200t」を追加。
2.0L直噴ターボエンジン「8AR-FTS」型を搭載する「GS200t」を追加設定。トランスミッションには電子制御8速オートマチック「8-Speed SPDS」を組み合わせる。入れ替わりで廃止されたV型6気筒2.5Lを搭載する「GS250」と比較すると、最高出力で+22kW（+30PS）の180kW（245PS）に、最大トルクで+90 N･m（+8.2 kgf･m）の350 N･m（35.7 kgf･m）となり、パフォーマンスが向上。またJC08モード走行燃料消費率も2.2 - 2.4 km/L向上し、13.0 - 13.2 km/Lとなった。
既存モデルの一部改良として「GS200t」と「GS350」の「F SPORT」2WD車にトルセンLSDをメーカーオプション設定としたほか、全車のFMチューナーをワイドFM対応に変更した。ボディカラーは設定を一部変更。「マーキュリーグレーマイカ」に替わり「ダークグレーマイカ」が設定された。
2017年8月31日
一部改良。
トルセンLSDのメーカーオプション設定を「GS350」の2WD車と「GS300」、「GS300h」の全車に拡大した。また、2.0 L直噴ターボエンジン搭載車の名称を「GS200t」から「GS300」に変更した。
2018年8月23日
一部改良、および特別仕様車「Black Sequence」を設定。
「Black Sequence」は、2018年3月末時点においてレクサスブランドの日本国内累計販売台数が50万台を達成したことを記念した特別仕様車で、各タイプの「I package」をベースとしている。
エクステリアでは、スピンドルグリルとオート電動格納式ドアミラーを専用ブラック塗装としたほか、ベース車両ではメーカーオプション設定となる235/45R18タイヤ＆アルミホイールを特別装備。また、ホイールには専用スパッタリング塗装が施された。
インテリアでは、ルーフとピラーの色をブラックに変更。また、専用インテリアカラーとして「サドルタン/トパーズブラウン」を採用。
ボディカラーは、「ソニッククォーツ」、「ソニックチタニウム」、「グラファイトブラックガラスフレーク」の3色を設定する。
同時に実施された既存モデルの一部改良では、セキュリティ機能の強化が行われた。
2020年4月23日
同年8月をもって生産を終了するとともに、特別仕様車「Eternal Touring」が発表された（6月1日発売）。各タイプの「F SPORT」がベースとなる。
エクステリアでは、F SPORT専用フロントグリルとフロントバンパーサイドベゼルに専用グロスブラック、F SPORT専用フレームとラゲージドアガーニッシュに専用漆黒メッキ、F SPORT専用のリアスポイラー及びアルミホイールとオート格納式電動ドアミラーに専用ブラック塗装が施され、三眼フルLEDヘッドランプ（ロー・ハイビーム）&LEDフロントターンシグナルランプとヘッドランプクリーナーも装備。GS350の2WD車とGS450hにはF SPORT専用オレンジブレーキキャリパー（フロント・リア/フロントLEXUSロゴ）も採用された。
インテリアでは、GS Fに採用されているアルカンターラ表皮（メーターフード/インストルメントパネル上部/センターコンソール/パームレスト/ドアトリム）やカーボンオーナメントパネル（ブラック）が採用され、随所にレッドステッチが施された。また、F SPORT専用ディンプル本革ステアリングやドアトリムの一部にフレアレッドの表皮を配した。
機能面では、クリアランスソナー&バックソナー、アダプティブハイビームシステム、ブラインドスポットモニターが装備された。
2020年9月7日
折からのセダン市場の慢性的な冷え込み・縮小などに伴う販売不振のため、スポーツモデルのGS Fも含めて販売終了。これと同時に公式ホームページへの掲載を終了した。今後は駆動形式に前輪駆動（FF）を用いた既存の大型プレミアムサルーンであるES300hが事実上、間接的な代替車種となる。

## モータースポーツ
- 2006年の十勝24時間レースにGS450hがハイブリッド車として初参戦。総合17位で完走した[21]。
- スーパー耐久のST-3クラスにOTG MOTOR SPORTSが2012年よりGSで参戦。2013年にフェアレディZとIS350を打ち破ってチャンピオンを獲得した[22]。

## 車名の由来
「GS」の車名は「Grand touring Sedan」の頭文字より命名。